# Rialsesse
Die Rialsesse ist ein kleiner Fluss in Frankreich, der im Département Aude in der Region Okzitanien verläuft. Sie entspringt im nördlichen Gemeindegebiet von Fourtou, entwässert zunächst in nordöstlicher Richtung, dreht dann auf Ost und mündet nach rund 14 Kilometern an der Gemeindegrenze von Cassaignes und Rennes-les-Bains als rechter Nebenfluss in die Sals. Auf ihrem Weg durchquert die Rialsesse den Regionalen Naturpark Corbières-Fenouillèdes.

## Orte am Fluss
(Reihenfolge in Fließrichtung)
- Salsisse, Gemeinde Fourtou
- Le Paradis, Gemeinde Arques
- Arques
- Pébrières, Gemeinde Peyrolles
- Serres
- La Maurette, Gemeinde Serres

## Sehenswürdigkeiten
- Alte Segmentbogenbrücke über die Rialsesse in Serres – Site Inscrit[4]